# Хамарын-хийд
Хамарын-хийд (монг. Хамарын хийд) — буддийский монастырь в Монголии. Основан в 1820 году. Являлся крупным культурным и образовательным центром в области пустыни Гоби вплоть до разрушения в 1937 году. Расположен в сомоне Хатанбулаг аймака Дорноговь, примерно в 47 км к югу от столицы аймака — города Сайншанда. В монастыре, по разным источникам, находилось более 80 храмов и около 5000 монахов.

## История
Хамарын-хийд был основан в 1820 году Дулдуйтыном Данзанравжой, харизматичным 17-летним монахом буддийской школы ньингма. Данзанравжа выбрал это место для монастыря, так как считал, что окружающее пространство излучало духовную энергию пустыни Гоби. К северу от обители находились пещеры, где монахи занимались практикой высокого уровня медитации на 108 дней (108 — священное число в буддизме).
Монастырь у Данзанравжи часто упоминается как «Грозная величественная святыня Гоби». В нём имелись публичная библиотека, музей и концертный зал. Здесь также появился первый профессиональный монгольский театр, «Дацан воспевания житий» (монг. Намтар дуулах дацан), собравший труппу около 300 артистов.
В 1937 году в ходе антирелигиозной кампании ламы из Хамарын-хийда были изгнаны, и весь комплекс монастыря был сожжён до основания. Многие ламы были казнены, другие насильственно подверглись секуляризации.
Постройка нынешнего монастыря началась после революции 1990 года. Сегодня продолжается восстановление.

## Галерея

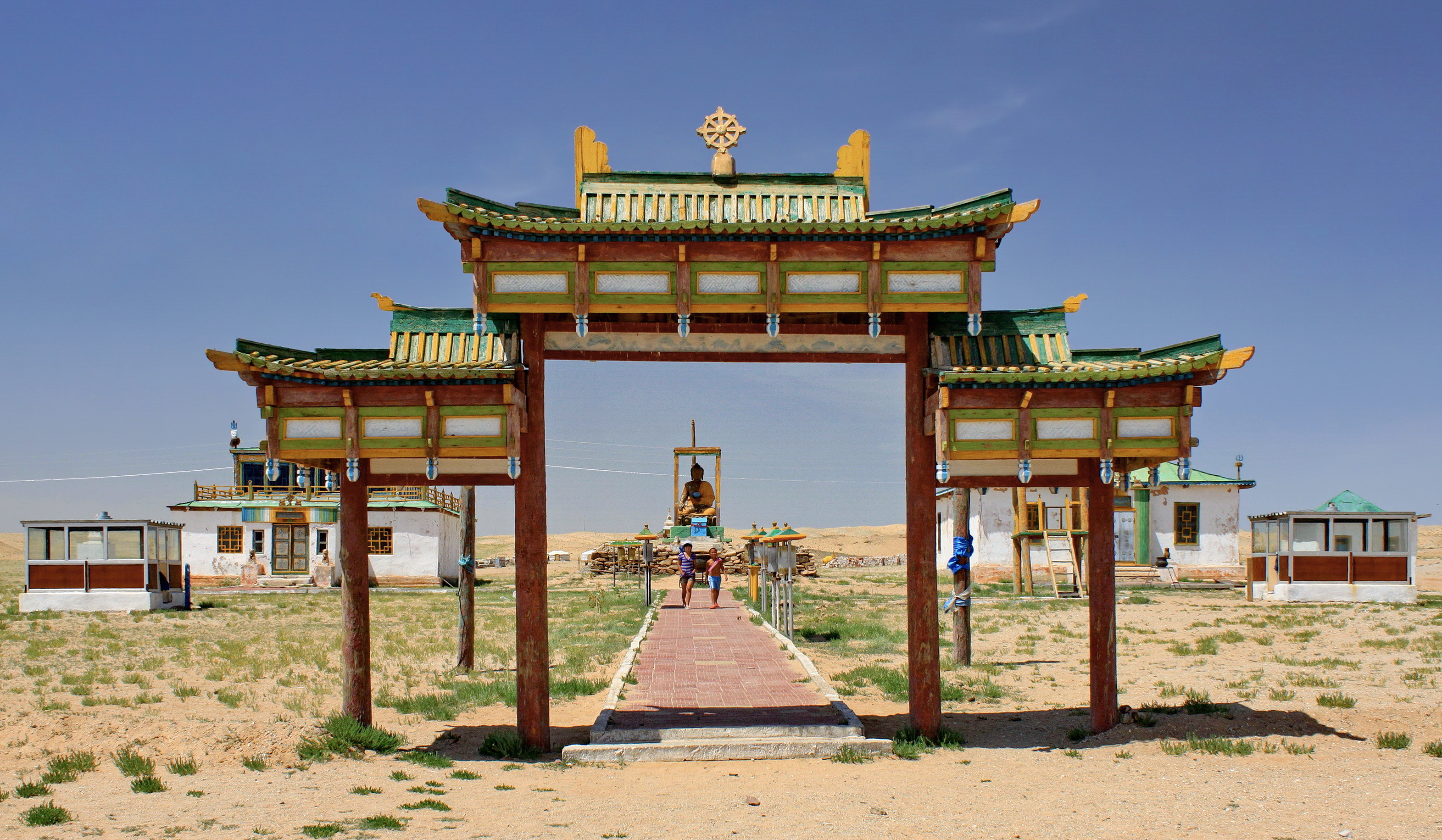
Главные ворота монастыря
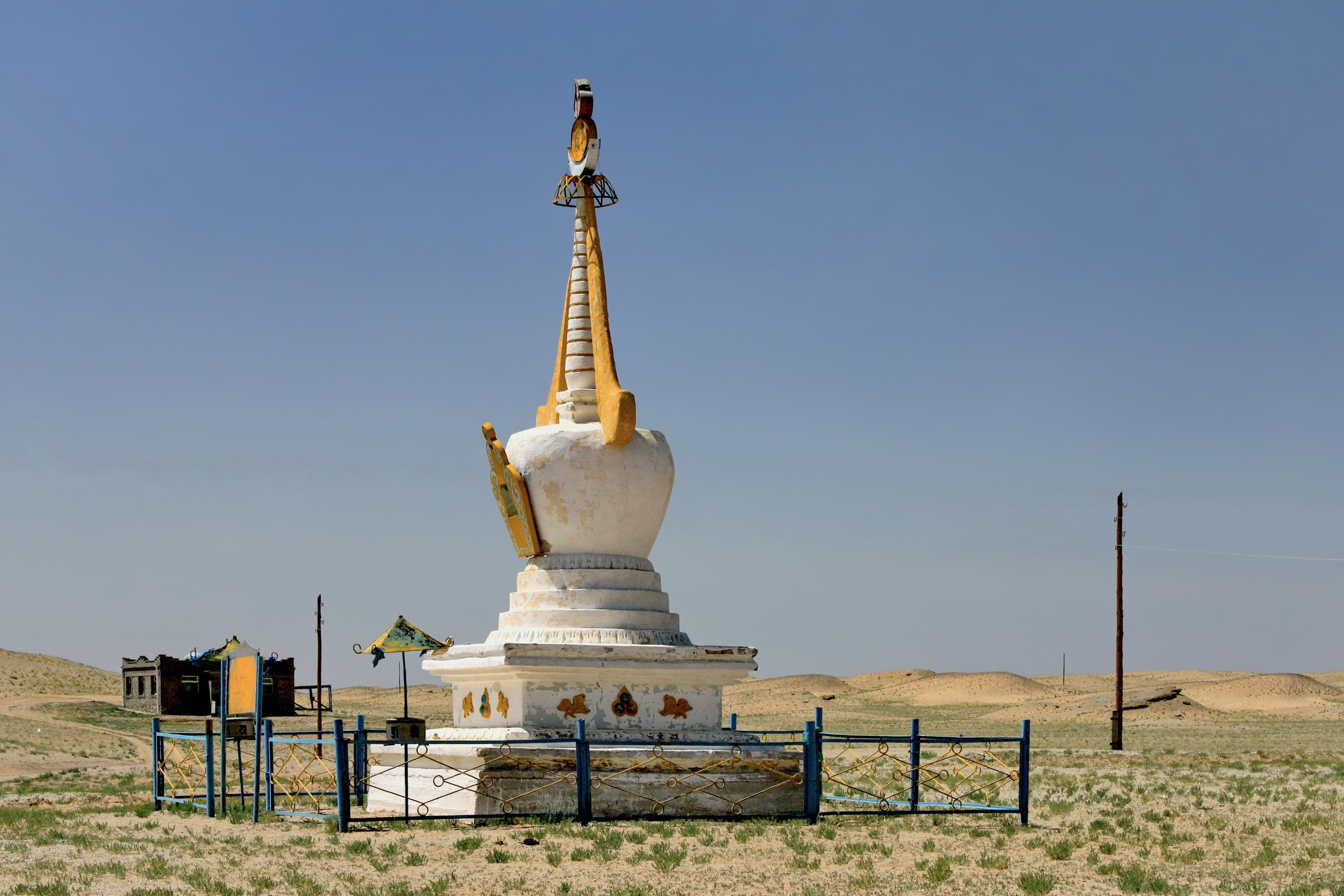
Главная ступа
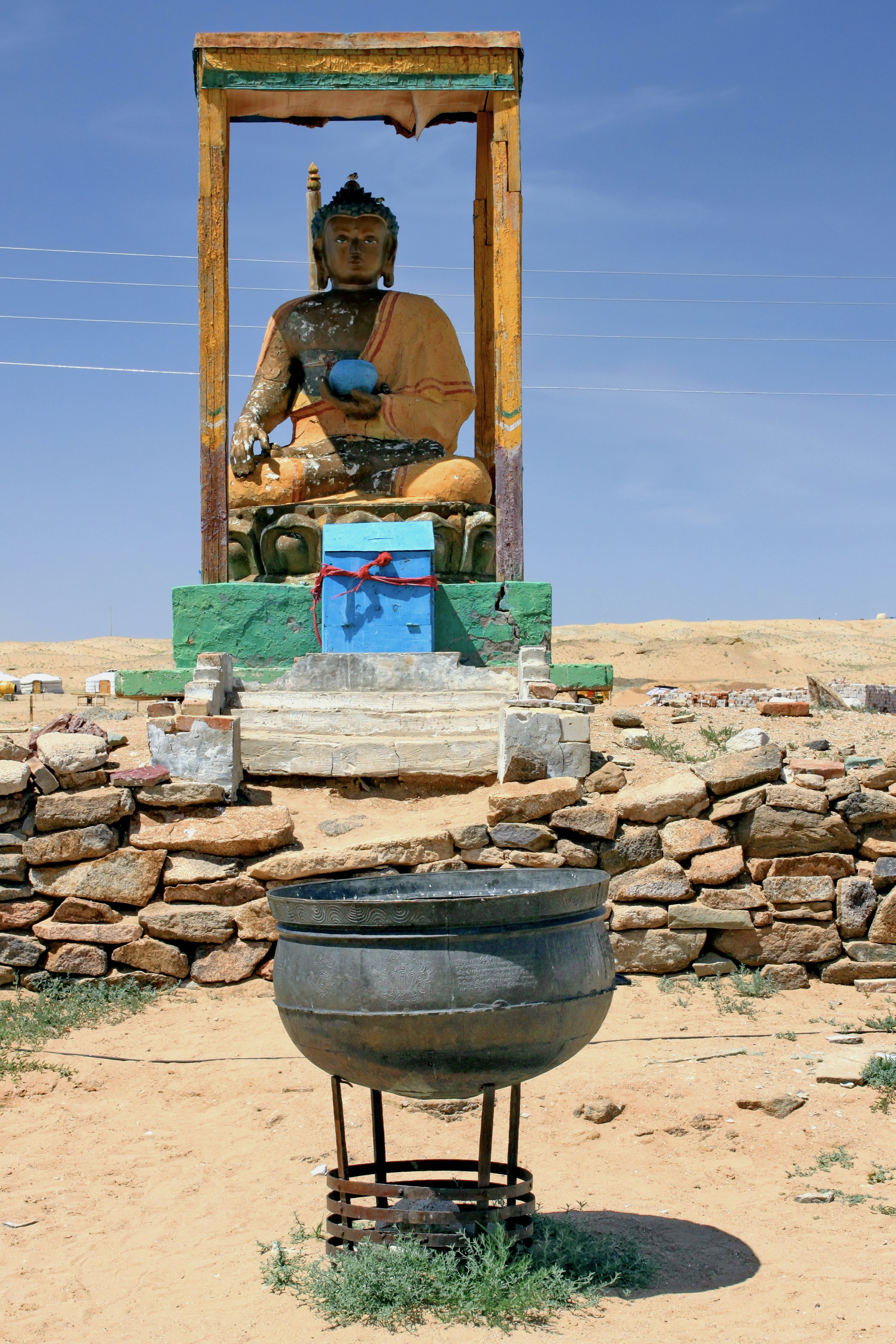
Статуя Будды
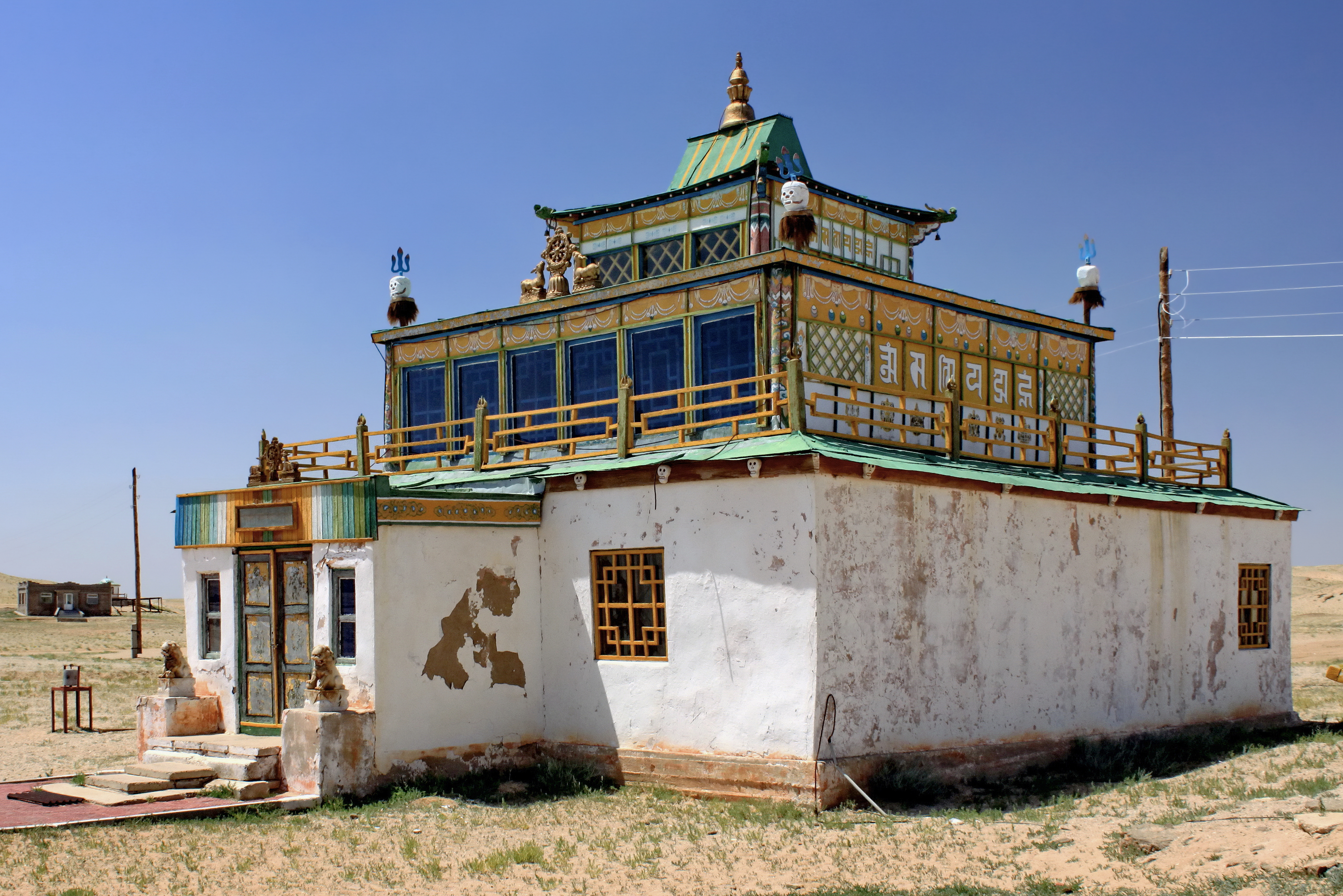
Храм
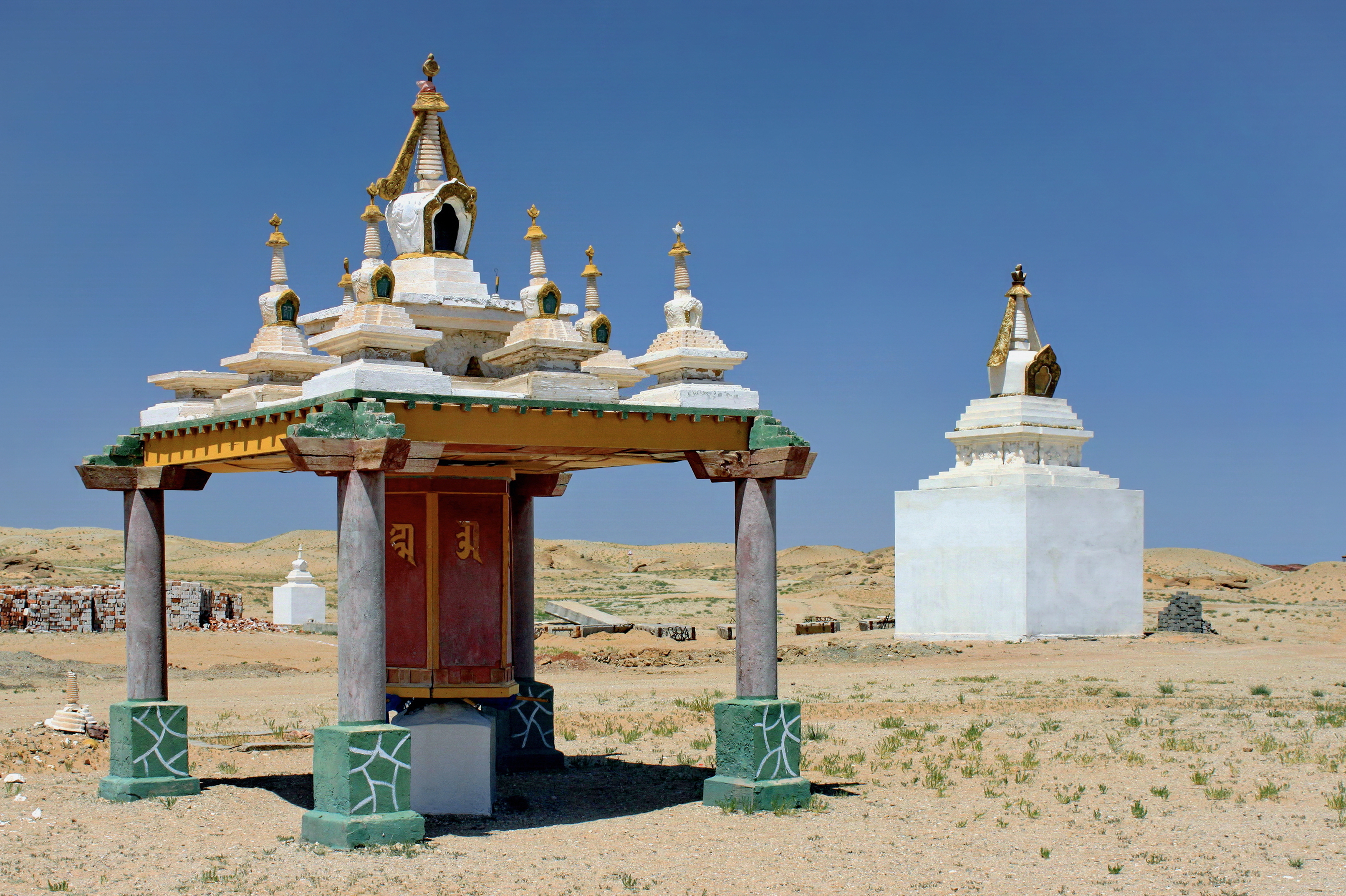
Молитвенный барабан и ступы